# Fine Guidance Sensor

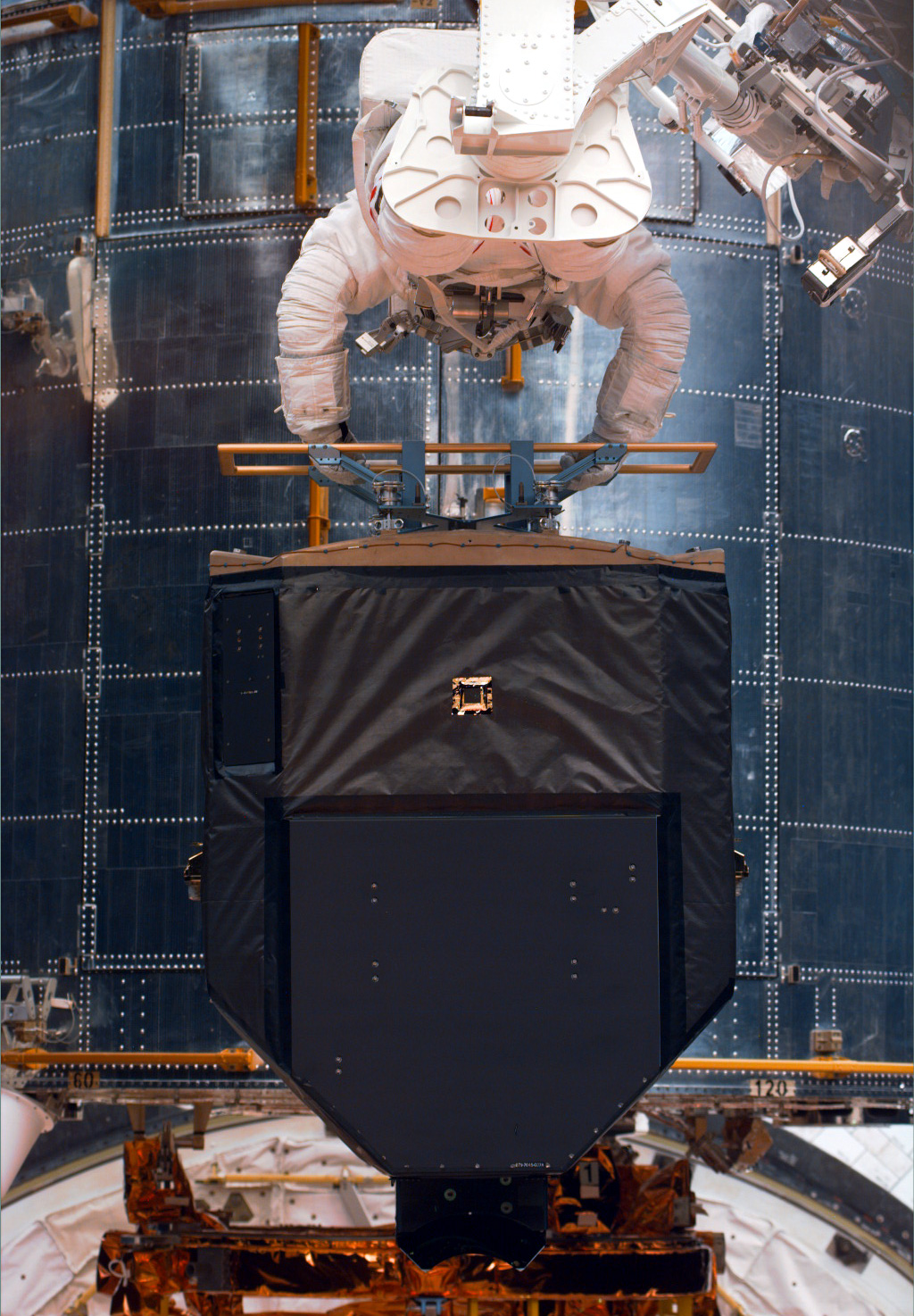
Un des trois systèmes de pointage fin de Hubble photographié lors de la Servicing Mission 2 en 1997.

Un système de pointage fin (en anglais fine guidance sensor ou FGS) est un instrument placé à bord d'un télescope spatial qui fournit des informations de pointage de haute précision au système de contrôle d'attitude de l'observatoire. Des FGS ont été utilisés sur Hubble et James-Webb, en utilisant une technologie différente. Sur Hubble, le système utilise un instrument interférométrique. 
Dans certains cas particuliers comme l'astrométrie, les FGS peuvent également être utilisés comme instruments scientifiques.

## FGS du télescopeHubble

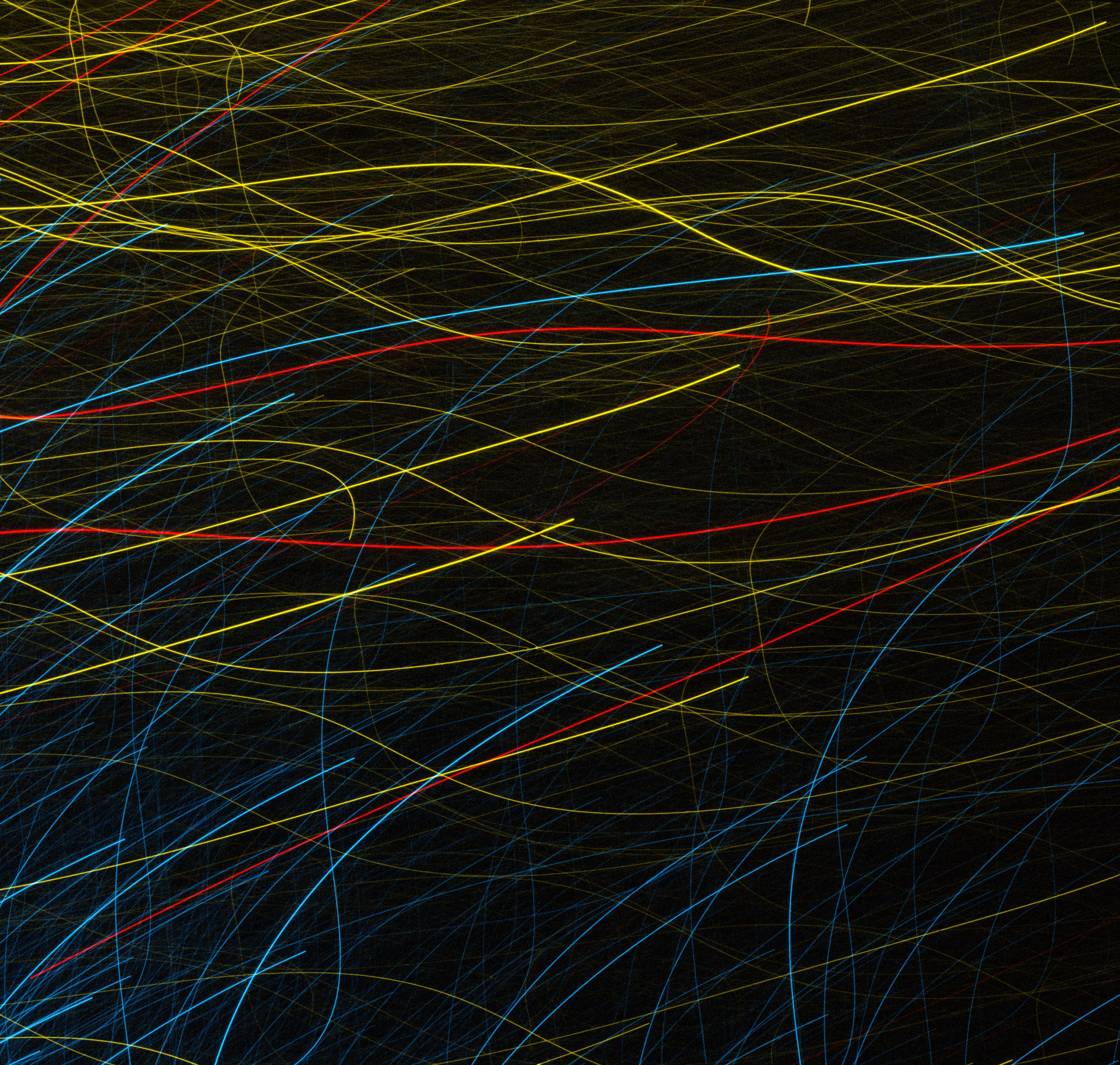
Après verrouillage sur une mauvaise étoile guide, le système de suivi de Hubble a pris cette image : les lignes rouges très marquées sont en fait des étoiles de l'amas globulaire NGC 288

Le télescope spatial Hubble possède trois capteurs de pointage fin. Deux sont utilisés pour pointer et verrouiller le télescope sur sa cible et le troisième peut être utilisé pour des mesures de position, appelées également astrométrie. Du fait que les FGS sont très précis, ils peuvent être utilisés pour mesurer les distances stellaires et étudier les systèmes d'étoile binaire.
Les trois FGS sont situés à des intervalles de 90° autour de la circonférence du champ de vue du télescope. Pour obtenir la très haute précision de pointage nécessaire à Hubble, les FGS ont été construits comme des interféromètres pour exploiter le caractère ondulatoire de la lumière stellaire. Avec un tel degré de précision, les capteurs peuvent chercher une irrégularité dans le mouvement d'étoiles proches qui pourrait indiquer la présence d'un compagnon planétaire, déterminer si certaines étoiles sont réellement des étoiles doubles, mesurer le diamètre angulaire des étoiles et des galaxies, etc.
À cause de la sensibilité des FGS, ils ne peuvent être utilisés lorsque le télescope est pointé à moins de 50 degrés du Soleil.  

## FGS du télescopeJames-Webb
Un système de pointage, appelé également FGS, mais exploitant une technologie différente, a également été développé pour le James-Webb (JWST). Il fournit les informations pour le système de contrôle d'attitude (ACS) de l'observatoire. Lors de la phase de commission en orbite du JWST, le FGS fournira également des signaux d'erreur de pointage pour réaliser l'alignement et la mise en phase des segments du miroir primaire déployable.
Le FGS du JWST, conçu et fabriqué par COM DEV International, a été fourni par l'agence spatiale canadienne. Pour gagner de la masse et du volume, il a été assemblé dans un module unique contenant également le Near Infrared Imager and Slitless Spectrograph, mais ce sont cependant des instruments optiques séparés.

### Fonctions des FGS du JWST

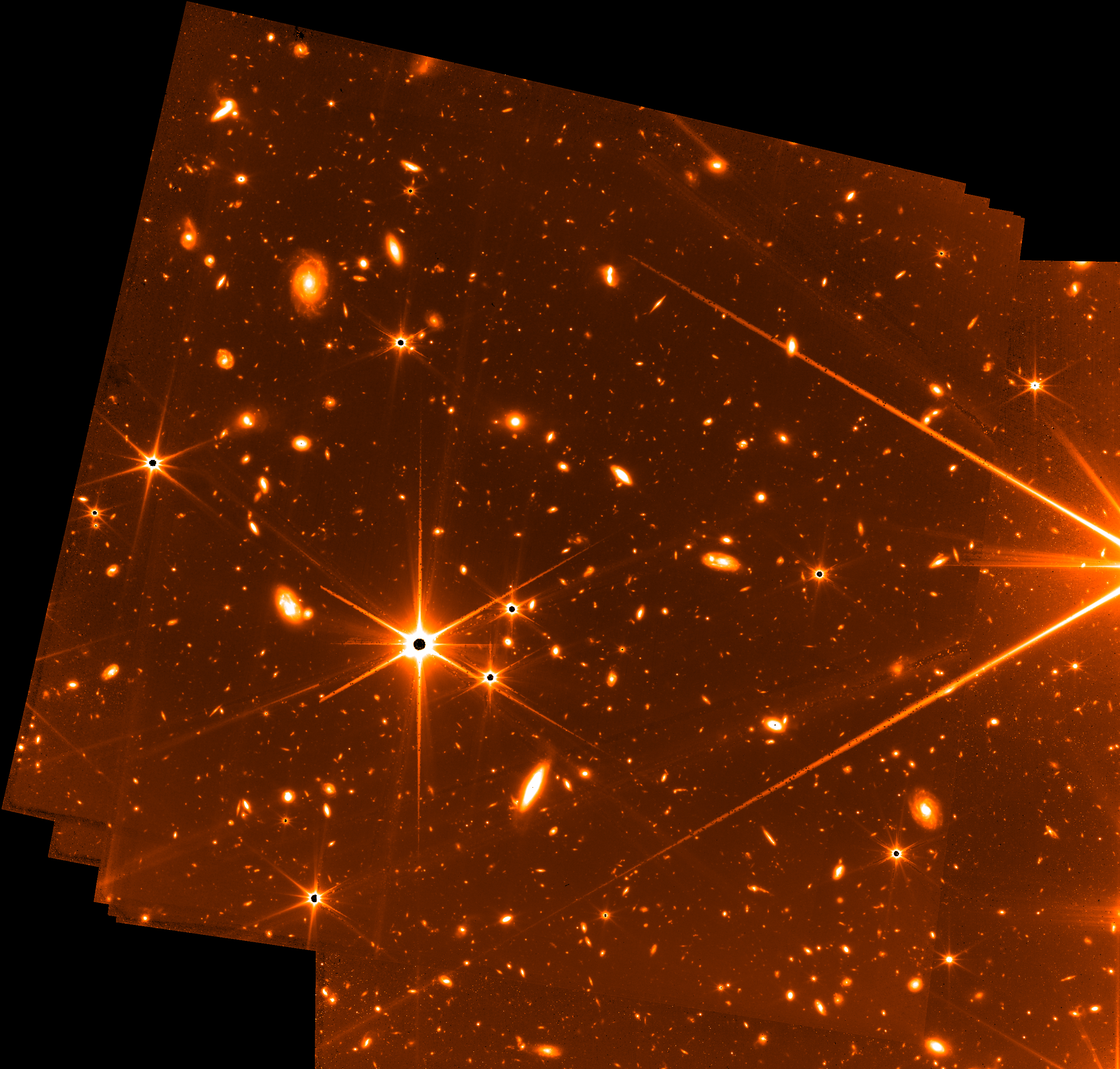
Image produite par le FGS du JWST.

Le système de pointage fin du JWST a trois fonctions principales. La première est d'obtenir des images pour l'acquisition de la cible. Des images plein champ sont utilisées pour identifier les champs d'étoiles en corrélant la luminosité et la position des sources avec les propriétés d'objets catalogués choisis par le logiciel de planification des observations. La seconde est d'acquérir des étoiles guides présélectionnées. Lors de l'acquisition, une étoile guide est tout d'abord centrée dans une fenêtre de 8 × 8 pixels. De faibles manœuvres du satellite sont ensuite réalisées pour translater cette fenêtre vers une position prédéfinie du champ de vue, pour que l'observation avec l'un des instruments scientifiques soit correctement positionnée. Finalement, la troisième est de fournir au ACS des mesures du centroïde des étoiles guides à une fréquence de 16 Hz. Ces mesures seront utilisées pour obtenir un pointage stable avec une précision de l'ordre de la milliseconde d'arc.
Le FGS sera assez sensible pour atteindre 58 µJy à 1,25 µm (~Jab = 19.5) et a un champ de vue carré de 2,4 × 2,4 minutes d'arc. Cette combinaison de couverture du ciel et de sensibilité assure qu'une étoile guide appropriée pourra être trouvée avec une probabilité de 95 % en tout point du ciel, y compris aux hautes latitudes galactiques.